# Flaga Azerbejdżańskiej SRR
Flaga Azerbejdżańskiej Socjalistycznej Republiki Radzieckiej w opisanej wersji została przyjęta 7 października 1952 r.
Dominującym kolorem flagi była czerwień – barwa flagi ZSRR. Kolor ten od czasów Komuny Paryskiej był symbolem ruchu komunistycznego i robotniczego, jako nawiązanie do przelanej przez robotników krwi. U dołu flagi znajdował się wąski pas barwy ciemnoniebieskiej.
Flaga w lewym górnym rogu zawierała wizerunek złotego sierpa i młota oraz umieszczoną nad nimi czerwoną pięcioramienna gwiazdę w złotym obramowaniu. Sierp i młot symbolizowały sojusz robotniczo-chłopski, a czerwona gwiazda – przyszłe, spodziewane zwycięstwo komunizmu we wszystkich pięciu częściach świata. Ponadto przez takie umieszczenie symboli flaga nawiązywała graficznie do flagi ZSRR. Proporcje flagi wynosiły 2:1.

Flaga Azerbejdżanu; przez krótki okres (luty – grudzień 1991 – flaga Azerbejdżańskiej SRR

5 lutego 1991 r. władze wciąż jeszcze istniejącej Azerbejdżańskiej SRR, na fali dążeń niepodległościowych, które w niespełna rok później doprowadziły do uzyskania niepodległości przez Azerbejdżan zmieniły wygląd flagi i wprowadziły nowy symbol, który po uzyskaniu niepodległości stał się flagą Azerbejdżanu. Flaga ta, w przeciwieństwie do swej poprzedniczki nawiązywała do historycznych i religijnych tradycji państwa i była nieznacznie zmienioną flagą niepodległego Azerbejdżanu z lat 1918–1920.

## Poprzednie wersje flagi Azerbejdżańskiej SRR
Wygląd flagi Azerbejdżańskiej SRR zmieniał się kilkakrotnie.
- Początkowo, w latach 1920–1921 używano czerwonej flagi (symbol komunizmu) z umieszczonym w lewym górnym rogu złotym półksiężycem (symbol islamskich tradycji) i złotą gwiazdą (mogącą być zarazem symbolem islamu – jako dopełnienie półksiężyca, jak i symbolem komunizmu).
- W 1921 r. zmieniono flagę, by pozbyć się religijnych symboli i odtąd sztandar Azerbejdżańskiej SRR był cały czerwony, a w jego lewym górnym rogu umieszczony był skrót cyrylicą rosyjskiej nazwy kraju – ССРА (czyt. SSRA).
- Między 1937 a 1940 r. obowiązywał czerwony sztandar ze złotym sierpem i młotem (ale bez gwiazdy) w lewym górnym rogu, a pod nim umieszczony był skrót nazwy kraju w języku azerskim AzSSR, zapisany alfabetem łacińskim.
- Następnie, do 1952 r. flaga była jak poprzednio czerwona i znajdował się na niej sierp i młot, oraz skrót azerskiej nazwy kraju, jednak odtąd skrót ten zapisywany był on cyrylicą i miał postać АзССР.

Poprzednie flagi Azerskiej SRR
| od 1920 do 1921 | od 1937 do 1940 | od 1940 do 1952 |